# Urubitinga czubata
Urubitinga czubata, harpijnik szary (Buteogallus coronatus) – gatunek dużego ptaka z rodziny jastrzębiowatych (Accipitridae), zamieszkujący Amerykę Południową. Nie wyróżnia się podgatunków. Zagrożony wyginięciem.
MorfologiaDługość ciała 73–85 cm, rozpiętość skrzydeł 170–183 cm; masa ciała 2800–2950 g. Duży ptak o stosunkowo długich nogach i krótkim ogonie (który nadaje mu charakterystyczną sylwetkę w locie). Młode ptaki mają wierzch ciała bardziej brązowy od osobników dorosłych i płowobiały spód z ciemnym kreskowaniem.
Zasięg występowaniaWystępuje od wschodniej Boliwii, środkowej i południowej Brazylii do północnej Patagonii.
Ekologia i zachowanieJego środowisko stanowią rzadkie zadrzewienia i sawanna. Raczej ociężały i leniwy, często mało płochliwy, przesiaduje na bramach domów, słupach telegraficznych i nagich drzewach. Poluje zarówno ze swego stanowiska, jak i z niskiego lotu. Żywi się małymi i średnimi ssakami, ptakami i wężami.
Gniazdo to wielka platforma z gałązek umieszczona w rozwidleniu pnia dużego drzewa. W zniesieniu jedno białe jajo. W Argentynie składanie jaj ma miejsce od sierpnia do października, a wylęg w listopadzie–grudniu. Wysiadywaniem zajmuje się zazwyczaj tylko samica, a samiec dostarcza jej pożywienie.
StatusZ uwagi na małą i pofragmentowaną populację w Czerwonej księdze gatunków zagrożonych IUCN gatunek ten od 2004 roku klasyfikowany jest jako zagrożonym wyginięciem (EN, Endangered); wcześniej miał status gatunku narażonego (VU, Vulnerable). Liczebność populacji szacuje się na 250–999 dorosłych osobników. Trend liczebności populacji uznawany jest za spadkowy ze względu na utratę siedlisk, polowania oraz prześladowanie przez ludzi. Inne zagrożenie dla gatunku to zderzenia z liniami elektroenergetycznymi.